# Ligne 150 (chemin de fer slovaque)
Pour les articles homonymes, voir Ligne 150.
La ligne 150 des chemins de fer Slovaque relie Nové Zámky à Zvolen

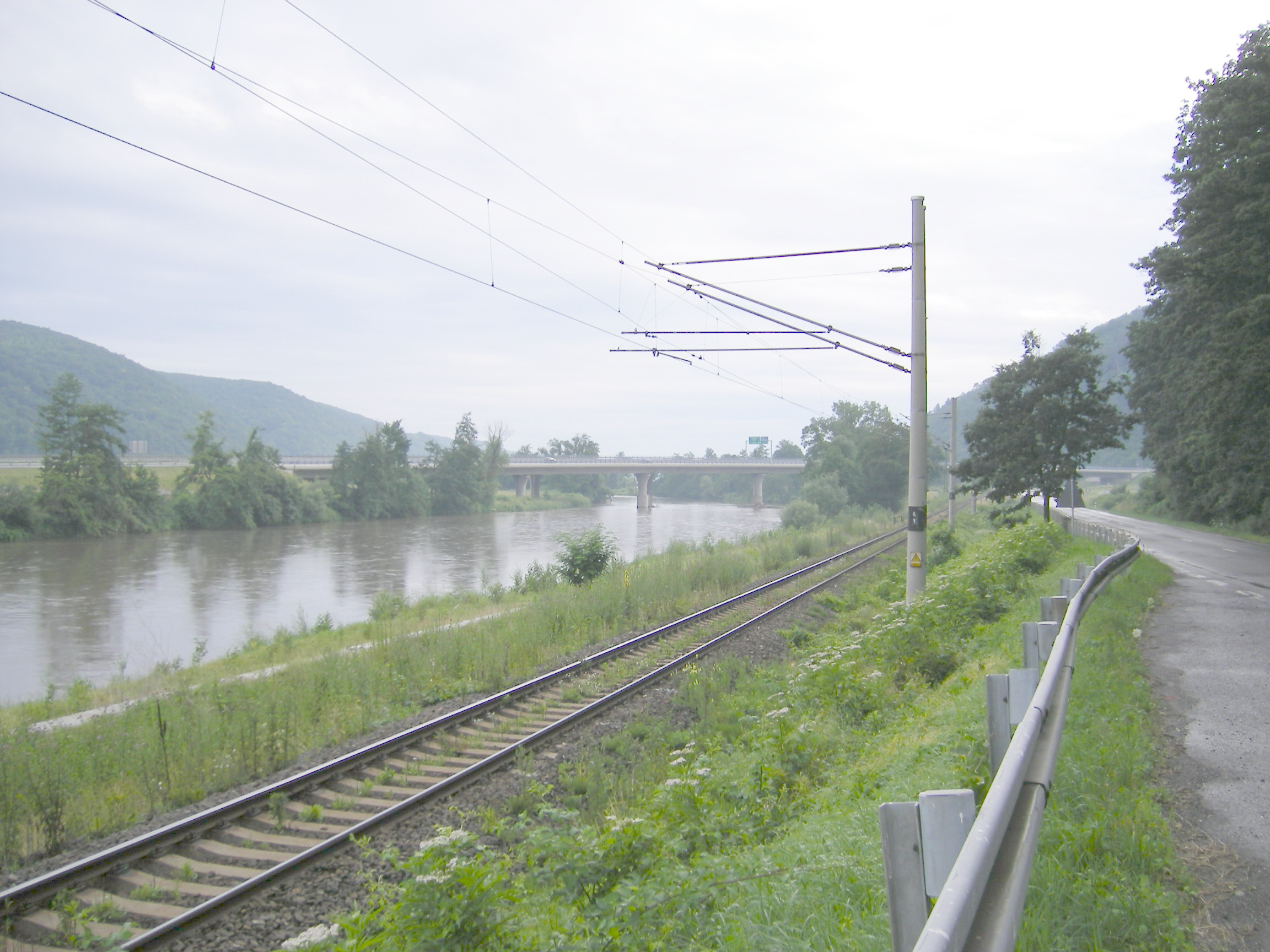
Hron près de Hronský Beňadik

## Histoire

### Mise en circulation
La ligne a été ouverte à la circulation en plusieurs tronçons :
- Zvolen nákl. st. - Kremnica - Vrútky 12 août 1872
- Hronská Dúbrava - Levice 27 octobre 1896
- Levice - Úľany nad Žitavou 26 septembre 1914
- Úľany nad Žitavou - Šurany 7 septembre 1894
- Šurany - Nové Zámky 7 décembre 1900

### Électrification
La ligne a été électrifiée avec une tension de 25 kV et 50 Hz entre 1991 et 1995.
- Šurany - Levice 20 décembre 1991
- Levice - Žiar nad Hronom 14 avril 1993
- Žiar nad Hronom - Hronská Dúbrava 27 avril 1994
- Hronská Dúbrava - Zvolen nákl. st. 29 août 1995